# سیارک ۱۷۱۷۳
سیارک ۱۷۱۷۳ (به انگلیسی: 17173 Evgenyamosov، نامگذاری:1999RN10) هفده هزار و صد و هفتاد و سومین سیارک کشف شده‌است که در ۷ سپتامبر ۱۹۹۹ کشف شد.
قدر مطلق سیارک برابر ۱۶.۲ است.